# Референдум у Данії (2022)
1 червня 2022 року в Данії відбувся референдум щодо скасування права на неучасть щодо оборонної політики ЄС, одного з аспектів права на неучасть Данії. Референдум було оголошено на 6 березня 2022 року після широкої багатосторонньої оборонної угоди, досягнутої під час російського вторгнення в Україну 2022 року. У результаті референдуму перемогла сторона «Так» із приблизно двома третинами голосів.

## Передумови
Після відхилення Маастрихтського договору на референдумі 1992 року було досягнуто Единбурзької угоди, яка дала Данії чотири вихідні з Європейського Союзу (ЄС), один з яких стосувався питань оборони. Згодом Маастрихтський договір був ратифікований у 1993 році. Відмова від оборони означав, що Данія не брала участі в Спільній політиці безпеки та оборони або військових операціях ЄС. Крім того, відмова означала, що Данія не брала участі в процесах прийняття рішень в ЄС, пов'язаних з військовими операціями.
Це вже третій референдум, який буде проведено у зв'язку з вилученням країни. У 2000 році данський електорат відхилив прийняття євро як національну валюту, а у 2015 році також було відхилено пропозицію змінити режим відмови від правосуддя. Щоб референдум був відхилений, більшість виборців, які беруть участь у голосуванні, мають проголосувати проти, а виборці, які голосують проти, повинні представляти щонайменше 30 % виборців; однак сторони, які стояли за угодою про оборону, погодилися, що результати референдуму залишаються в силі незалежно від явки виборців.

## Кампанія
Угоду про оборону підписали та представили лідери соціал-демократів, Венстре, Соціалістичної народної партії, Соціал-ліберальної партії та Консервативної народної партії. Сторони схвалили угоду, яка також передбачала збільшення видатків на оборону та метою припинення залежності країни від російського газу. Ліберальний альянс і Християнські демократи також підтримали варіант «Так», тоді як Незалежні Зелені проголосували «Так», але не рекомендували виборцям, за що вони мають голосувати. Данська народна партія, нові праві, молоді консерватори та Червоно-зелений альянс виступили проти скасування відмови, рекомендуючи електорату проголосувати «ні».
30 березня Міністерство закордонних справ Данії оприлюднило два законопроєкти щодо організації референдуму та приєднання до Спільної політики безпеки та оборони (CSDP). Після цього формулювання питання референдуму, в якому не згадувалося ні про Європейський Союз, ні про відмову, було розкритиковано Данькою народною партією та Червоно-зеленим альянсом. Єппе Кофод, міністр закордонних справ Данії, захистив формулювання, підкресливши, що голосування йшлося про приєднання до інших 26 країн-членів ЄС. Після критики Кофод оголосив про зміну формулювання 7 квітня, яке звучало: «Ви голосуєте за чи проти участі Данії в європейському співробітництві з питань оборони та безпеки шляхом скасування відмови від оборони ЄС?».
Було висловлено занепокоєння, що скасування відмови та участь у CSDP може в кінцевому підсумку призвести до того, що Данії доведеться приєднатися до європейської армії, якщо вона буде створена в майбутньому. Міністр закордонних справ Кофод пообіцяв, що будь-яка така зміна вимагатиме перегляду договору, який буде представлений данському народу для затвердження на новому референдумі.

### Телевізійні дебати
Було проведено чотири великі теледебати за участю лідерів партій, представлених у Фолькетинґу.

## Громадська думка
| Дати | Аґенції         | Зразок | Так    | Ні     | Не визначилися | Невідомо |
| --- | --------------- | ------ | ------ | ------ | -------------- | -------- |
| 30 травня 2022 | Epinion         |        | 44 %   | 28 %   | 19 %           | 16 %     |
| 27—30 травня 2022 | Voxmeter        | 1,091  | 53 %   | 28 %   | 19 %           | 25 %     |
| 23—27 травня 2022 | Voxmeter        | 2,008  | 51 %   | 27 %   | 22 %           | 24 %     |
| 16—22 травня 2022 | Voxmeter        |        | 45,5 % | 30 %   | 24,6 %         | 15,5 %   |
| 9 травня 2022 | Epinion         |        | 38 %   | 27 %   | 35 %           | 11 %     |
| 6 травня 2022 | Megafon         | 1,009  | 39 %   | 26 %   | 35 %           | 13 %     |
| 20—27 квітня 2022 | Epinion         | 2,090  | 39 %   | 26 %   | 35 %           | 13 %     |
| 18—24 квітня 2022 | Voxmeter        |        | 39,5 % | 32,1 % | 28,4 %         | 7,4 %    |
| 4—10 квітня 2022 | Voxmeter/Ritzau |        | 38,8 % | 32,4 % | 28,8 %         | 6,4 %    |
| 31 березня — 7 квітня 2022 | Epinion         | 2,102  | 36 %   | 27 %   | 37 %           | 9 %      |
| 28 березня — 3 квітня 2022 | Voxmeter/Ritzau | 1,007  | 39,2 % | 35,8 % | 25 %           | 3,4 %    |
| 22—28 березня 2022 | Voxmeter        | 1,000  | 40,3 % | 35,4 % | 24,3 %         | 4,9 %    |
| 14—20 березня 2022 | Voxmeter        | 1,509  | 38,2 % | 30,9 % | 30,9 %         | 7,3 %    |
| 6—20 березня 2022 | Wilke           | 1,000  | 42 %   | 30 %   | 28 %           | 12 %     |
| 8—15 березня 2022 | Epinion         | 1,020  | 38 %   | 23 %   | 39 %           | 15 %     |
| 7—11 березня 2022 | Voxmeter        | 1,509  | 44,2 % | 28,7 % | 27,1 %         | 15,5 %   |
| 7—8 березня 2022 | Megafon         | 2,054  | 55 %   | 23 %   | 22 %           | 32 %     |
| 6 березня: Уряд прем'єр-міністра Метте Фредеріксен оголошує референдум щодо відмови Данії від політики оборони, який відбудеться 1 червня. |                 |        |        |        |                |          |
| 3—4 березня 2022 | Megafon         | 1,092  | 49 %   | 27 %   | 23 %           | 22 %     |

## Результати
| Вибір          | Голоси    | Відсоток (%) |
| -------------- | --------- | ------------ |
| За             | 1 848 242 | 66,87        |
| Проти          | 915 717   | 33,13        |
| Усього         | 2 763 959 | 100,00       |
| Дійсно         | 2 763 959 | 98,62        |
| Недійсно       | 5 819     | 0,21         |
| Незаповнено    | 32 739    | 1,17         |
| Усього голосів | 2 802 517 | 100,00       |
| Явка           | 4 260 944 | 65,77        |

Результат означав, що 43,38 % зареєстрованих виборців проголосували за пропозицію, а 21,49 % проголосували проти.

## Реакції
Екзит-поли, опубліковані національними телерадіокомпаніями DR і TV 2 відразу після закриття виборчих дільниць о 20:00 CEST (18:00 UTC), показали, що переважна більшість електорату проголосувала «Так». Це був перший випадок, коли Данія скасувала один зі своїх виключень з ЄС. Це була найбільша частка голосів, яку коли-небудь отримала сторона «Так» на референдумі в ЄС, причому результат дехто назвав переконливим. Явка на рівні 65,8 % була відзначена як одна з найнижчих серед усіх референдумів ЄС, при цьому лише референдум про членство в Єдиному патентному суді Данії у 2014 році мав нижчу явку. Науковці з питань виборів висловили занепокоєння та пояснили низьку явку тим, що деякі партії не наважаться проводити передвиборчу кампанію, а також опитування громадської думки перед виборами, які показали, що сторона «Так» має велику перевагу.
Прем'єр-міністр Метте Фредеріксен прокоментувала, що вона «дуже-дуже рада» результату, і сказала, що Данія надіслала дуже важливий сигнал своїм союзникам і чіткий сигнал Володимиру Путіну. Вона також високо оцінила співпрацю з іншими партіями, які виступали за проведення референдуму. Фредеріксен підкреслив, що не планується скасувати решту відмови Данії, пообіцявши, що референдум був «про відмову від оборони і нічого іншого». Лідер Venstre Якоб Еллеманн-Йенсен заявив, що голосування дало чіткий результат, що інші країни можуть розраховувати на Данію. Потім він зосередився на наступних загальних виборах у Данії, заявивши, що правим крилам країни слід працювати разом, щоб дати Данії новий уряд.
Мортен Мессершмідт прокоментував, що результат показав, що Данська народна партія жива. Він сказав, що на голоси багатьох людей «вплинула війна проти України». Політичний речник Червоно-зеленого альянсу Май Вілладсен заявила, що вона «дуже поважає» результат виборів. Вона зазначила, що багато виборців партії проголосували «за», і пообіцяла, що партія продовжуватиме займатися оборонною політикою.
Президент Європейської комісії Урсула фон дер Ляєн привітала результат і сказала, що Данії та ЄС «отримають користь від цього рішення». Президент Франції Еммануель Макрон заявив, що це «фантастична новина для нашої Європи» і що «разом ми сильніші». Після референдуму Міністерство закордонних справ Данії заявило, що планує офіційно ратифікувати рішення та вчасно повідомити ЄС про свою участь, щоб воно набуло чинності з 1 липня.

## Подальше читання
- Butler, Graham (2020). The European Defence Union and Denmark's Defence Opt-out: A Legal Appraisal. European Foreign Affairs Review. 25 (1): 117—150. doi:10.54648/EERR2020008.